# Municipio de Cornish (condado de Aitkin)
El municipio de Cornish (en inglés: Cornish Township) es un municipio ubicado en el condado de Aitkin en el estado estadounidense de Minnesota. En el año 2010 tenía una población de 28 habitantes y una densidad poblacional de 0,3 personas por km².

## Geografía
El municipio de Cornish se encuentra ubicado en las coordenadas 46°53′37″N 93°16′56″O / 46.89361, -93.28222. Según la Oficina del Censo de los Estados Unidos, el municipio tiene una superficie total de 92.9 km², de la cual 88,98 km² corresponden a tierra firme y (4,22 %) 3,92 km² es agua.

## Demografía
Según el censo de 2010, había 28 personas residiendo en el municipio de Cornish. La densidad de población era de 0,3 hab./km². De los 28 habitantes, el municipio de Cornish estaba compuesto por el 96,43 % blancos, el 3,57 % eran afroamericanos. Del total de la población el 0 % eran hispanos o latinos de cualquier raza.